# Jerzy Kobza-Orłowski
Jerzy Kobza-Orłowski ps. Pingwin (ur. 24 marca 1924 w Warszawie, zm. 6 października 1974 tamże) – polski śpiewak operowy, znany głównie z występów w „Halce”" Stanisława Moniuszki, plutonowy AK, uczestnik powstania warszawskiego.

## Życiorys

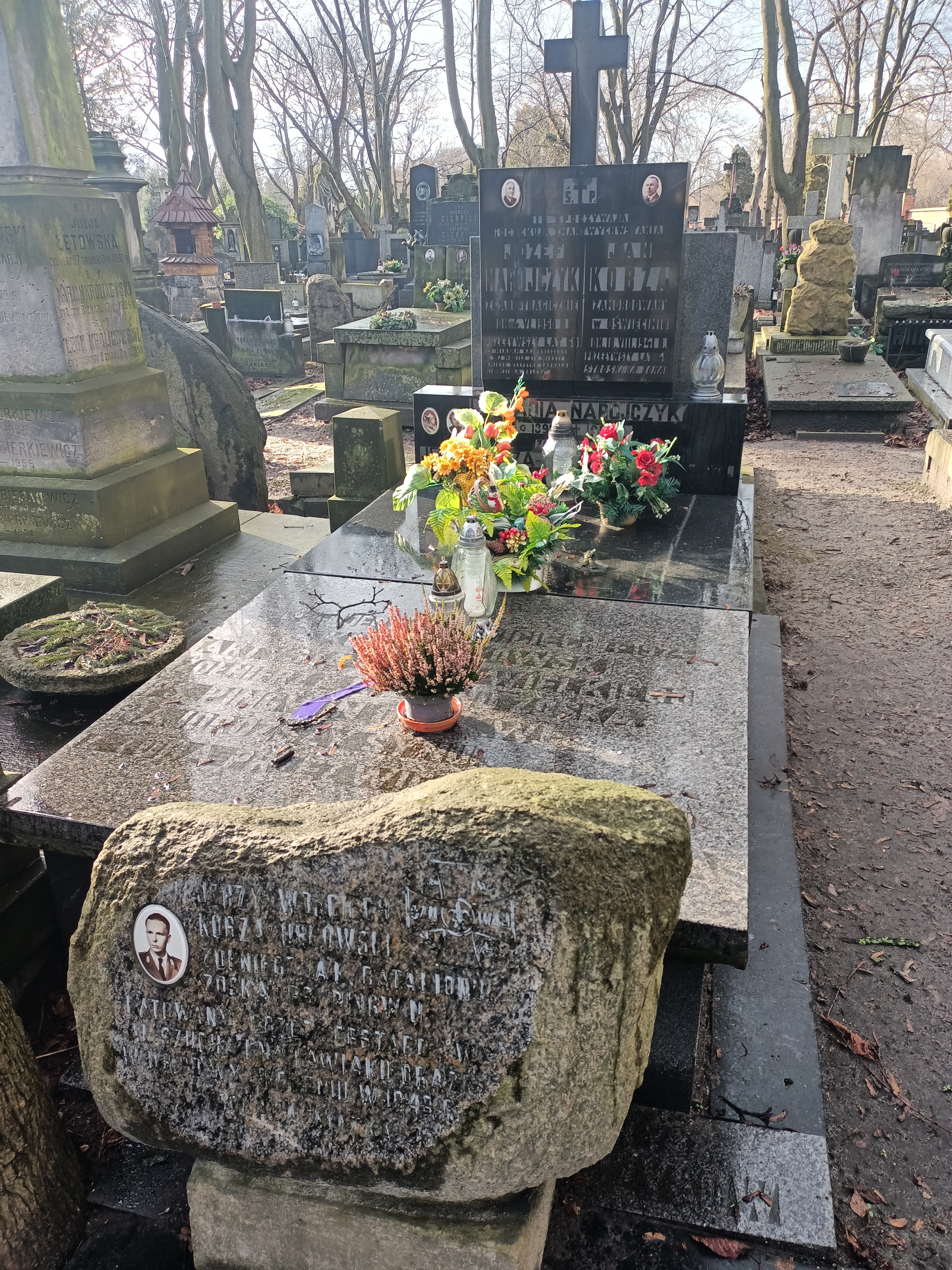
Grób Jerzego Kobzy-Orłowskiego na Cmentarzu Powązkowskim

Absolwent III Miejskiego Gimnazjum i Liceum Męskiego w Warszawie.
Podczas II wojny światowej brał udział w powstaniu warszawskim w szeregach 2. drużyny III plutonu „Felek” 2. kompanii „Rudy” batalionu „Zośka”. Walczył na Woli, Starym Mieście i Czerniakowie. Po upadku powstania trafił do niemieckiej niewoli.
Po wojnie więziony od stycznia do lipca 1949 r. w więzieniu mokotowskim, gdzie zapadł na gruźlicę. Po zwolnieniu kontynuował karierę śpiewaka oraz wykładał na łódzkiej Akademii Muzycznej. Został pochowany na cmentarzu powązkowskim w Warszawie kwatera 62, rząd, 1 grób 9.
Jego żoną była śpiewaczka Jadwiga Dzikówna.